# Kitahiroshima

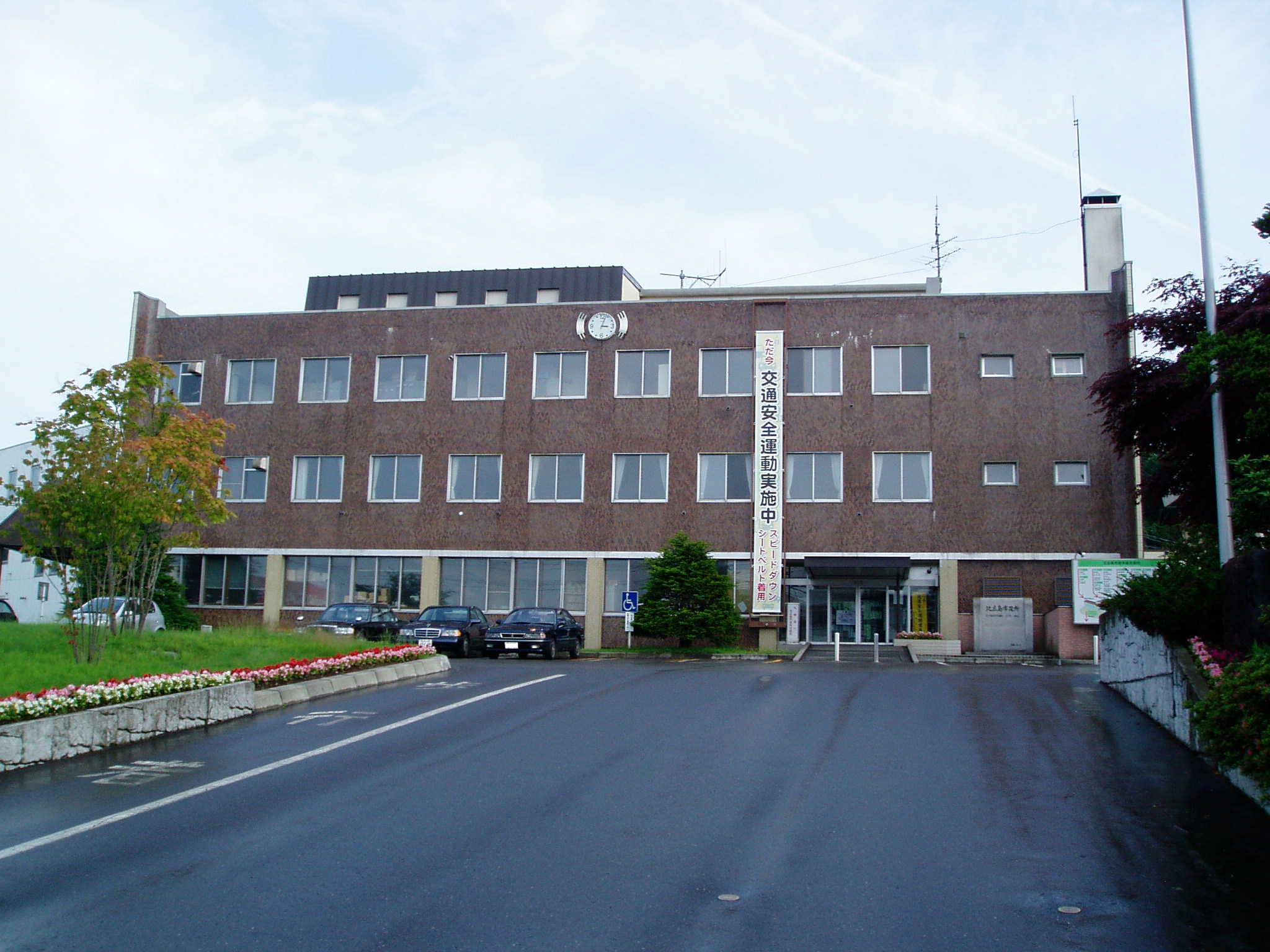
Rathaus von Kitahiroshima

Kitahiroshima (jap. 北広島市, -shi) ist eine Stadt in der japanischen Unterpräfektur Ishikari auf der Insel Hokkaidō.

## Geographie
Kita-Hiroshima liegt östlich von Sapporo.

## Geschichte
Kita-Hiroshima entstand im September 1996.
2003 wurde der Asteroid (12012) Kitahiroshima nach der Stadt benannt.
Im Jahre 2004 überschritt die Einwohnerzahl der Stadt 60.000.

## Verkehr
Mehrere Autostraßen führen durch die Stadt unter anderem in nordwestliche Richtung nach Sapporo. Die Stadt besitzt einen Bahnhof an der Chitose-Linie.

## Folklore
In den Gemeinden Mibu und Kawahigashi wird in jedem Jahr nach dem Einsetzen der Reispflanzen das Ritual Mibu no Hana Taue begangen. Festlich geschmückte Ochsen pflügen ein vorbereitetes Feld, Reispflanzerinnen setzen, singend und rückwärts gehend, Pflanzen, die ihnen gereicht werden. Das Feld wird mit einem speziellen Werkzeug, eburi, das die Reisgottheit enthalten soll, geglättet und eburi wird umgedreht am Rand des Feldes ins Wasser gelegt. Musikanten begleiten die farbenfrohe Zeremonie, die viele Zuschauer anzieht und 2011 in die UNESCO-Liste des immateriellen Kulturerbes der Menschheit aufgenommen wurde.

## Persönlichkeiten
- Santo Condorelli (* 1995), italienisch-kanadischer Schwimmer

## Städtepartnerschaften
- Higashi-Hiroshima in der Präfektur Hiroshima
- Saskatoon